# 可朱浑孝裕
可朱浑孝裕（?—?），北齊軍事人物。
可朱浑道元之子。為扶风王。武平四年五月为右卫大将军，被围困在寿阳城内。十月乙巳日，吴明彻军随后发起猛攻，一鼓作气攻克寿阳，俘王琳、王贵显、可朱浑孝裕、尚书卢潜、左丞李騊駼等，送到建康。不久死于建康。葬于邺城西廿里野马岗。